# Ямальская опытная станция
Ямальская опытная станция  (полное наименование — Ямальская опытная станция - обособленное структурное подразделение ФГБУН ФИЦ ТюмНЦ СО РАН) — одна из первых научно-исследовательских  организаций в северных районах СССР, обеспечившая перевод на промышленную основу северного земледелия и оленеводства, их устойчивое развитие и снабжение населения выращенными местными овощами, ягодами, животноводческой продукцией. Работа станции представляла собой уникальное явление, поскольку Салехард находится на уровне 66º с.ш., и неоднократно отмечалась на Выставке достижений народного хозяйства СССР.

## История

### Ветеринария
Ямальская опытная станция – правопреемник Обдорского ветеринарного бактериологического института, первого научного учреждения в Арктической зоне Российской Федерации, созданного на основании декрета Совета народных комиссаров РСФСР «О ветеринарно-санитарной организации в приполярных тундрах Северо-Восточного края от 18 октября 1924 года».
Первый руководитель Обдорского ветеринарного бактериологического института – Сергей Александрович Грюнер (1864-1931), профессор, эпизоотолог, паразитолог, специалист по болезням оленей.
Коллектив института включал от шести до семи постоянных сотрудников и от трёх до четырёх командированных. Специалисты находились в экспедициях в самых отдалённых уголках округа, проводя в них до 1,5 лет. В институте были созданы эпизоотические отряды, состоявшие из ветеринарных врачей, фельдшеров, переводчиков и ездовых пастухов.
Цель научной деятельности института – профилактика и ликвидация последствий сибирской язвы, разработка средств и методов лечения некробактериоза (копытки), гемоспоридиозов, оводовых инвазий, гельминтозов оленей.  Вакцинация оленей от сибирской язвы началась в 1934 году, когда было привито 18 215 животных, при общей численности животных около 365 тысяч. Затем количество привитых животных росло,  однако вакцинацией было охвачено менее 10% стада. Определение напряжённости иммунитета после вакцинации против сибирской язвы сотрудники института проводили путём искусственного заражения, подвергая себя непосредственной опасности.
Обдорский научно-исследовательский ветеринарный опорный пункт к середине 1930-х гг. накопил данные по изучению копытной болезни (некробациллез северных оленей), которая в тот период была самой губительной и самой распространенной на Севере. В 1930 г. был разработан план мероприятий по локализации «копытки»,  предполагавший изъятие из стада заражённых оленей и перегон здорового стада на новые пастбища, где в почве не было соответствующего вируса. В 1934 г. было проведено обследование пастбищ в различных тундрах и выявлены безопасные для выпаса участки.
Работа института не прекращалась даже в годы Великой Отечественной войны.
Результатами работы института стали описание падёжных мест на полуострове Ямал и на Полярном Урале, внедрение в практику работы оленеводческих бригад противосибиреязвенных прививок, описание этиологии основных инфекционных, неинфекционных и инвазионных болезней домашних северных оленей, практические рекомендации по их лечению.
Одновременно в Ямало-Ненецком автономном округе работала Ямальская оленеводческая станция (основана в 1926 году). В 1935 году переведена в село Нумги Ныдинского района. На основе многолетних экспериментальных работ здесь были заложены основы пастбищеоборота и племенной работы в оленеводстве, научной селекции и транспортного использования северных оленей.

### Растениеводство

#### Организации
Ямальская зональная овощная опытная станция Всесоюзной Академии сельскохозяйственных наук им. В.И. Ленина была организована по инициативе Президиума Ямальского окружного исполнительного комитета в 1932 году. Постановлением Совета народных комиссаров СССР от 17 мая 1937 года № 797 передается в Главное управление Северного морского пути – государственную организацию, созданную в 1932 году для народно-хозяйственного освоения Арктики и обеспечения судоходства по Северному морскому пути. Научно-методическое руководство осуществляется Институтом полярного земледелия, животноводства и промыслового хозяйства (г. Ленинград).
В 1938 году учреждение объединено с Обдорской зональной биологической станцией и переименовано в Салехардскую комплексную зональную опытную станцию Института полярного земледелия, животноводства и промыслового хозяйства Главсевморпути при Совете народных комиссаров СССР
В 1940 году станция переходит в полное подчинение к институту.
В 1956 году переименована в Научно-исследовательский институт сельского хозяйства Крайнего Севера Министерства сельского хозяйства РСФСР, в 1956 году в состав учреждения вошли Салехардская научно-исследовательская ветеринарная станция и Ямальская оленеводческая станция.
В 1957 году научное учреждение переименовано в Ямальскую сельскохозяйственную опытную станцию.
В 1965 году станция передается в ведение НИИ сельского хозяйства Северного Зауралья (г. Тюмень), далее – в ведение Всероссийского НИИ ветеринарной энтомологии и арахнологии (г. Тюмень).
С 2017 года, в соответствии с приказом ФАНО России станция реорганизована путем присоединения к государственному бюджетному учреждению науки Федеральному исследовательскому центру Тюменскому научному центру Сибирского отделения Российской академии наук (ТюмНЦ СО РАН) в форме обособленного структурного подразделения.

#### Исследования
Научные сотрудники станции проводили исследовательские работы по кормопроизводству, овощеводству открытого и закрытого грунта, картофелеводству и зерновым культурам.
Д.М.Чубынин руководил опытами по акклиматизации в Заполярье ржи, овса, ячменя, пшеницы и кормовых культур.
Хорошие результаты дало освоение овощных культур: если в 1935 г. овощами было занято 20 га, имелось 1 200 парниковых рам, а площадь теплиц равнялась 1 140 кв. м., то в последующие годы площади посевов овощей росли, как и результативность.  В 1936 г. урожай в закрытом грунте составлял: огурцов в парниках — 7—8 кг с одной рамы, в теплицах — 5—6 кг с 1 м2, лука — 10 кг и помидоров — 4 кг с 1 м2. В районе Салехарда начали выращивать в открытом грунте редис, турнепс, свёклу. В 1939 году впервые были выращены помидоры и огурцы не только на опытной станции, но и в 14 хозяйствах.
В конце 1930-х годов в округе под руководством Д.М.Чубынина началось распространение картофеля, однако в 1939 г. семенным материалом хозяйства были обеспечены только наполовину. В 1939 г. Чубынин получил рекордный урожай картофеля 335 ц с га, и это достижение было представлено на выставке 1940 г. в Москве. Исследователь был награждён Золотой медалью и внесён в Книгу почёта ВСХВ.
В 1940 г. в Ямальском округе было выращено 624 т овощей, включая картофель, который дал среднюю урожайность  80—90 ц с га. Агроном Б.В. Патрикеев выращивал сорта, рекомендованные  Всесоюзным институтом растениеводства. Наиболее удачными были признаны скороспелые «Шестинедельный», «Вермонт», «Азия 5», «Снежинка 2», обеспечившие  урожайность от 250 до 320 ц с га. В 1941 году посадки картофеля выросли на треть по сравнению с предыдущим годом.
В 1941 г. сотрудники станции испытывали  сорта лука, моркови, свеклы и редьки, разрабатывали агротехнику выращивания овощей, проводили опыты по выяснению доз навозного и минерального удобрения для повышения урожайности. Были испытаны и освоены выращивание семян репы,  капусты белокочанной и редиса в открытом грунте, разработаны агроправила по семеноводству репы и редиса для колхозов, продолжались испытания сортов помидоров и огурцов.

#### Учёные
В различные годы на станции трудились учёные и исследователи: Барышников М.К., Христолюбов С.П., Филиппова Л.П., Черных Н.И., Цыплёнкин Е.И., Штробиндер М.Ф., Мочалон П.П., Каплюк Л.Ф., Зайцева Е.И., Исекеев И.И., Тихановский А.Н. Моисеенко М.П., Громик В.Д., Игошина К.Н., Флоровская Е.Ф., Шахов А.А., Андреев В.Н., Аврамчик М.Н., Уткин В.В., Южаков А.А. и другие.

## Патрикеев Борис Владимирович
Борис Владимирович Патрикеев (1907 – 1984 гг.) – первый профессиональный агроном Ямала, руководитель Ямальской опытной станции. Уроженец Пермской губернии. Направлен в село Обдорск (ныне город Салехард) в составе Оргбюро по образованию Ямальского национального округа (ныне – Ямало-Ненецкий автономный округ). С 1939 г. по 1968 г. работал заведующим отделом сельского хозяйства окружного исполкома, директором овощной станции, начальником управления сельского хозяйства автономного округа, занимал иные руководящие должности. Под его руководством были созданы агрономические службы в районах, заложены первые сортовые семенные участки картофеля в колхозах Шурышкарского и Приуральского районов, где ранее картофель не выращивался.
Борис Владимирович был пионером выращивания помидоров и огурцов в приполярных районах, для чего использовались парники. В 1939 году был получен первый урожай помидоров и огурцов.
Серебряный призер всесоюзных сельскохозяйственных выставок, отличник сельского хозяйства РСФСР, участник Великой Отечественной войны, награждён орденами Красной Звезды и Трудового Красного Знамени, присвоено звание «Отличник сельского хозяйства».
Активный популяризатор северного земледелия: выступал в окружной газете «Нарьяна Нгэрм» («Красный Север») со статьями об основных проблемах развития овощеводства в автономном округе. Автор научно-исследовательских работ, посвящённых растениеводству на Севере: «Возделывание сельскохозяйственных культур в Ямало-Ненецком автономном округе», «Растениеводство на Ямале».

## Цель и предмет деятельности
– практическое внедрение в Ямало-Ненецком автономном округе результатов научных исследований и разработок в области естественных, технических, биологических, ветеринарных, сельскохозяйственных наук по направлениям:
- северное оленеводство – сохранение и развитие генофонда ненецкой породы северного оленя; научное обеспечение племенной работы; внедрение экономически эффективных моделей и технологий изгородного содержания оленей; апробация новых технологий кормления, вакцинных препаратов;
- рекультивация – исследование причин деградации пастбищ домашних северных оленей, восстановление продуктивных свойств почвы;
- полярное растениеводство – выведение сортов картофеля и садовых культур, адаптированных к условиям Арктической зоны Российской Федерации.

Публикаций и статей в журналах не велось. Результаты работ передавались в вышестоящие учреждения и для практического применения в хозяйствах. Некоторые результаты:
- разработаны основные вопросы ведения сельского хозяйства в Ямало-Ненецком автономном округе;
- произведены значительные работы в области оленеводства, ветеринарии, охотничьего промысла и звероводства, растениеводства, молочного животноводства, экономики и организации сельхозпроизводства
исследовательских работ по кормопроизводству, овощеводству открытого и закрытого грунта, картофелеводству и зерновым культурам;
- в области растениеводства изучены почвенно-климатические возможности округа для возделывания сельскохозяйственных культур и на основе этого подобраны виды и сорта растений, пригодные для выращивания в местных условиях;
- решены вопросы освоения лесотундровых земель под  сельскохозяйственные культуры, определены типы земель, подлежащих освоению как экономически более выгодные, разработана система удобрений и обработки почвы в первые 3-4 года;
- проведены значительные работы по изучению физических, химических, водных и тепловых свойств местных почв;
- выделены штаммы для приготовления местных бактериальных удобрений;
- изучалась возможность укрепления насыпи железнодорожного полотна дерном, посадками карликовой берёзки с посевом знаковых многолетних трав;
- изучались особенности влияния интенсивного выпаса оленей на видовой состав растительности оленьих пастбищ Полярного Урала и многое другое.

## Научные достижения
Главные научные достижения сотрудников Ямальской опытной станции:
- разработаны основные вопросы ведения сельского хозяйства в Ямало-Ненецком автономном округе;
- изучены почвенно-климатические возможности округа для возделывания сельскохозяйственных культур и на основе этого подобраны пригодные виды и сорта растений;
- разработаны и испытаны технологии создания лесозащитных полос;
- разработаны основные вопросы агротехники, семеноводства, механизации и систем удобрений;
- подобраны виды и сорта растений для укрепления насыпи железнодорожного полотна;
- отработаны приёмы залужения лесотундры;
- подобраны виды и сорта растений для рекультивации нарушенных земель;
- проведена ботаническая и хозяйственная характеристика оленьих пастбищ округа;
- заложены основы пастбищеоборота и племенной работы в оленеводстве;
- изучены экстерьерные особенности и бонитировочные нормы северных оленей;
- отработаны вопросы использования в оленеводстве и звероводстве кормовых добавок;
- разработаны и испытаны биологические препараты для борьбы с болезнями животных и растений.

## Расположение
С момента основания станция работает в городе Салехарде – столице Ямало-Ненецкого автономного округа.
В настоящее время администрация научного учреждения работает по адресу: ЯНАО, г. Салехард, ул. Республики, д. 7.